# Steinhausen Constituency
Steinhausen Constituency este un oraș din Namibia.